# Mundo cristalino
A teoria da relatividade geral de Einstein descreve as propriedades macroscópicas do espaço-tempo. As propriedades microscópicas do espaço-tempo, especialmente no que diz respeito a distâncias extremamente curtas da ordem do comprimento de Planck, são, de um ponto de vista puramente experimental, completamente desconhecidas.
De um ponto de vista teórico, existe atualmente uma teoria amplamente desenvolvida, mas ainda incompleta, que tenta descrever a estrutura microscópica do espaço-tempo: a teoria de cordas.
Apesar de ser consideravelmente menos desenvolvida do que a teoria de cordas, a teoria do mundo cristalino (em inglês: World Crystal) é, de um ponto de vista conceitual, uma interessante alternativa aos cenários propostos pela teoria de cordas e outras teorias de gravitação quântica.
A ideia se baseia no fato de que defeitos em cristais possuem a mesma geometria não-euclideana que espaços com curvatura e torsão usados na teoria de Einstein-Cartan da gravitação, a qual inclui a teoria da relatividade general de Einstein.
Um tal ponto de vista indica que o universo pode possuir propriedades consideravelmente diferentes daquelas previstas pela teoria de cordas. Dentro do modelo proposto pela teoria do mundo cristalino, a matéria produz defeitos no espaço-tempo, o qual gera curvatura e todos os efeitos conhecidos na teoria da relatividade general.